# Artère ciliaire postérieure courte
Les artères ciliaires postérieures courtes sont six à vingt artères systémiques de la tête. Elles vascularisent la partie postérieure du globe oculaire.

## Origine
Les artères ciliaires postérieures courtes sont des branches collatérales de l'artère ophtalmique. Elles peuvent naître par un,deux ou trois troncs communs autour du nerf optique.

## Trajet
Les artères ciliaires postérieures courtes se dirigent vers le bulbe de l’œil autour du nerf optique jusqu'à la partie postérieure du globe oculaire. Elles percent la sclérotique autour de l'entrée du nerf optique et vascularisent la choroïde jusqu'à l'équateur de l'œil et les procès ciliaires.
Elles donnent des artères cilio-rétiniennes qui peuvent s'anastomoser pour former le cercle vasculaire du nerf optique. Ce dernier peut être nommé dans la littérature : anneau vasculaire scléral ou cercle artériel du nerf optique ou cercle artériel de Haller, ou cercle artériel de Zinn ou couronne vasculaire sclérotique ou cercle artériel de Zinn-Haller.

## Galerie

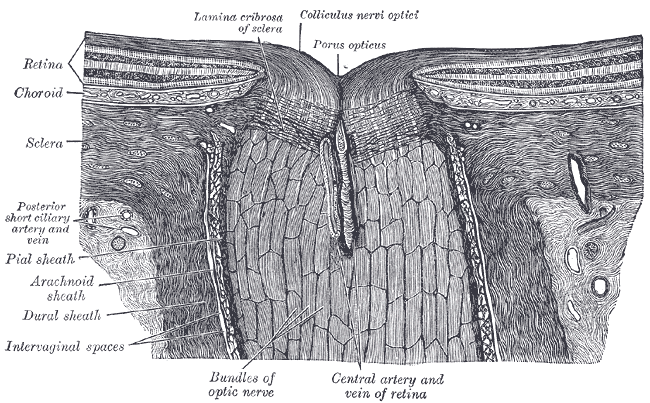
La partie terminale du nerf optique et son entrée dans le globe oculaire, en coupe horizontale.